# 太陽四重奏曲
『太陽四重奏曲』（たいようしじゅうそうきょく、ドイツ語: Sonnenquartette）のニックネームで知られる弦楽四重奏曲集作品20は、フランツ・ヨーゼフ・ハイドンが1772年に作曲した全6曲からなる弦楽四重奏曲集である。
作品9、作品17と並び、ハイドンのシュトルム・ウント・ドラングと呼ばれる時代に書かれた3つの弦楽四重奏曲集のひとつである。作品20はとくに6曲中の2曲が短調であり、3曲のフィナーレにフーガが導入されているなど、それまでのハイドンの作品にはない大胆な特徴がみられる。

## 概要
作品20の弦楽四重奏曲集には自筆原稿が残っており（かつてヨハネス・ブラームスが所有していた）、そこから1772年の作曲であることがわかる。ハイドン自身の草稿目録（エントヴルフ・カタログ）には、通行の順序でいうと5番、6番、2番、3番、4番、1番の順に並んでいる。
作品9および作品17では第1ヴァイオリンに高い比重が置かれていたのに対し、本作品では4つの声部を同等に扱おうとする強い傾向が見られる。
作品9および作品17ではメヌエットが第2楽章に置かれていたが、本作では第2楽章に置かれるもの（1・3・5番）と第3楽章に置かれる場合（2・4・6番）が半々になっている。前者では自筆譜で低音が「Basso」と書かれているのに対し、後者では「Violoncello」と書かれており（ただし第2番には何も書かれていない）、前者の方が先に書かれたものと推測されている。

## 出版
1774年にパリのシュヴァルディエールから出版され、その後1779年ごろにアムステルダムとベルリンのヨハン・ユリウス・フンメルから曲順を変えて再版された。このフンメル版の表紙に太陽の絵が描かれていたことから、「太陽四重奏曲」の呼び名で呼ばれている。19世紀はじめのパリのプレイエルから出版された全集やエルスラーによるカタログはフンメル版をもとにしているため、フンメル版の曲順が一般に行われるようになった。
モーツァルトが1773年に書いた6曲の「ウィーン四重奏曲」のうち、第1曲（K.168）と第6曲（K.173）はフィナーレにフーガが使われるなどハイドンの作品20の影響がみられ、曲が出版される以前に本作品の知識を持っていたことがわかる。

## 太陽四重奏曲 作品20の6曲

### 変ホ長調 Hob. III:31 作品20-1
1. アレグロ・モデラート 4⁄4拍子
2. メヌエット：アレグレット
3. アッフェットゥオーソ・エ・ソステヌート 3⁄8拍子 変イ長調
4. フィナーレ：プレスト

### ハ長調 Hob. III:32 作品20-2
全員の激しいユニゾンで始まるハ短調の第2楽章は、ハイドンがしばしば採用した器楽によるオペラの模倣であるが、作品9や作品17では第1ヴァイオリンがオペラ歌手を模倣していたのに対して、本曲ではまずチェロがソロを担当する。途中から「カンタービレ」と指定された変ホ長調のなめらかな旋律が出現し、切れ目なくメヌエットにつながる。メヌエットのトリオ部分はふたたびハ短調で第2楽章を思わせる音楽になる。最終楽章のフーガは技術的に高度なことを行っているにもかかわらず衒学的でなく、スケルツォのように聞こえる。
1. モデラート 4⁄4拍子
2. カプリッチョ：アダージョ - カンタービレ 4⁄4拍子 ハ短調
3. メヌエット：アレグレット
4. 4つの主題をもつフーガ：アレグロ 6⁄8拍子

### ト短調 Hob. III:33 作品20-3
短調ではあるが第5番と異なってあまり深刻ではない。とくに第3楽章でチェロが活躍する。
1. アレグロ・コン・スピリト 2⁄4拍子
2. メヌエット：アレグレット
3. ポコ・アダージョ 3⁄4拍子 ト長調
4. フィナーレ：アレグロ・モルト 4⁄4拍子

### ニ長調 Hob. III:34 作品20-4
第1楽章は約300小節あり、6曲中でもっとも大規模な音楽になっている。短調の第2楽章は主題と4つの変奏および長いコーダから構成され、変奏ごとに中心となる楽器が変わる。第3楽章はジプシー風の軽い音楽で、トリオはチェロの独奏による。
1. アレグロ・ディ・モルト 3⁄4拍子
2. ウン・ポコ・アダージョ・アッフェットゥオーソ 2⁄4拍子 ニ短調
3. メヌエット：アレグレット・アッラ・ツィンガレーゼ
4. プレスト・スケルツァンド 4⁄4拍子

### ヘ短調 Hob. III:35 作品20-5
珍しい調性を持つ。6曲のうちでおそらく最初に作曲された。憂愁に満ちた第1楽章は主題再現部の後に長いコーダが置かれる。緩徐楽章はシチリアーナ風のリズムを持つ単純な曲で、第1ヴァイオリンが活躍する。フーガの第1主題は18世紀にしばしば使われたものである。
1. アレグロ・モデラート 4⁄4拍子
2. メヌエット
3. アダージョ 6⁄8拍子 ヘ長調
4. フィナーレ：2つの主題をもつフーガ 2⁄2拍子

### イ長調 Hob. III:36 作品20-6
1. アレグレット・ディ・モルト・エ・スケルツァンド 6⁄8拍子
2. アダージョ カンタービレ 2⁄2拍子 ホ長調
3. メヌエット：アレグレット
4. 3つの主題をもつフーガ：アレグロ  4⁄4拍子